# Thiago Pinto Borges
Thiago Pinto Borges, född 22 oktober 1989 i São Paulo, är en brasiliansk fotbollsspelare (mittfältare) som spelar för BK Avarta.

## Karriär
I maj 2017 gick Thiago till BK Avarta.